# Per Adde
Per Erik Adde, född 17 april 1926 i Filipstad, död 13 augusti 2020 i Arvika landsdistrikt, Värmlands län, var en svensk-norsk målare.
Per Adde var son till Simon Adde och Karin Medén. Han började först utbilda sig till ingenjör, men bytte till målarutbildning på Hovedskous målarskola i Göteborg 1946–1950, Académie Libre i Stockholm 1953 och Kungliga Konsthögskolan i Stockholm 1955–60. Han debuterade i Sorsele 1955 och hade sin första separatutställning i Norge på Bodø Kunstforening 1963.
Han flyttade till Nordland fylke i Norge 1961 och byggde bostad och ateljé i väglöst land vid Erik-Larsatjønna i Graddis vid Saltfjellet. Han bodde periodvis också i Långvak utanför Arvika.
Han var sedan 1967 sambo med Kajsa Zetterquist.
Han tilldelades stipendium från Kungafonden 1960, Stockholms kommuns arbetsstipendium 1969, Bodø Kunstforenings Jubileumstipend 1974 och han delade Nordland fylkes kulturpris 1982 med Kajsa Zetterquist, och Ulrik Hendriksens minnesstipendium 1988.
Adde är representerad vid Nordnorsk kunstmuseum, Riksgalleriet, Statens konstråd, Norsk kulturråd, H.M. Konungens samlingar, Värmland och Stockholms läns landsting, Troms fylke samt Stortinget.

## Offentliga verk i urval
- Gouache och smidesjärn, 1963-63, Saltdal ungdomsskole, Rognan i Saltdals kommun
- Bardu kommuns befalsforlegning 1980
- Vestvågøy kommuns rådhus i Leknes 1983
- Sirdals kommuns kulturhus 1990
- Mosjøen videregående skole 1990

## Adde Zetterquist kunstgalleri
I juni 2013 invigdes Adde Zetterquist kunstgalleri av den norske sametingspresidenten Egil Olli i en nyuppförd galleribyggnad vid Nordland nasjonalparksenter i Storjord i Saltdals kommun, ritad av Margarethe Friis på LPO Arkitekter i Oslo. Galleriet, som har en yta på 650 kvadratmeter, är uppfört av Nordland fylkekommun i samarbete med Nordland nasjonalparksenter. Det är byggt i trä med form av en omkullvält kanot och har det välvda taket klätt med spån. Galleriet visar i första hand Per Addes och Kajsa Zetterquists konst.